# 산초 3세 (카스티야)
산초 3세(스페인어: Sancho III de Castilla, 1134년 ~ 1158년 8월 31일)는 카스티야와 톨레도의 왕이다. 별칭은 소망왕(El Deseado)이다.

## 가족
레온, 카스티야 그리고 갈리시아의 왕인 알폰소 7세와 바르셀로나의 베렌구엘라(Berenguela de Barcelona)사이에서 맏아들로 태어났다. 가르시아 6세의 딸 블랑카 가르세스(Blanca Garcés de Pamplona)와 결혼해 알폰소 8세를 낳았다.

## 생애
산초 3세에게는 카스티야와 톨레도 왕국을, 페르난도 2세에게는 레온 왕국을 그의 아버지 알폰소 7세에 의해 상속받았다.

## 같이 보기
- 카스티야 왕국
- 알폰소 7세
- 톨레도 왕국